# Aphthona nigriceps
Aphthona nigriceps är en skalbaggsart som först beskrevs av Ludwig Redtenbacher 1842.  Aphthona nigriceps ingår i släktet Aphthona, och familjen bladbaggar. Arten har ej påträffats i Sverige.